# Citi Zēni
Citi Zēni ist eine lettische Popband, die aus sechs Mitgliedern besteht. Sie vertrat Lettland beim Eurovision Song Contest 2022 in Turin mit ihrem Lied Eat Your Salad.

## Geschichte
Citi Zēni wurde im März 2020 bei einem Songwriting-Camp in Riga gegründet. Der Name ist ein Wortspiel: auf Lettisch bedeutet der Name „Andere Jungs“, gleichzeitig hört er sich jedoch auch wie das englische Wort „citizens“ an.
2021 veröffentlichten sie ihr erstes Album, Suņi iziet ielās, das komplett auf Lettisch erschien. Das Album erzielte einen großen Erfolg und erhielt drei Nominationen bei den Latvijas Mūzikas ierakstu gada balva, der wichtigsten lettischen Preisverleihung für Musiker.
Im Januar 2022 wurde bekannt gegeben, dass sie am lettischen Vorentscheid für den Eurovision Song Contest 2022, Supernova, teilnehmen würden. Ihr eingereichter Beitrag, Eat Your Salad, ging innerhalb kürzester Zeit auf TikTok viral. Im Finale von Supernova am 12. Februar 2022 erhielten sie sowohl von der Jury als auch von der Zuschauerabstimmung die Höchstwertung und vertraten demzufolge Lettland beim Eurovision Song Contest 2022. Die Gruppe schaffte es jedoch nicht, sich im 1. Halbfinale für das Finale zu qualifizieren. Am 20. November 2024 gaben sie bekannt, dass sie mit dem Lied Ramtai an der Supernova teilnehmen werden. Dort belegten sie den dritten Platz.

## Diskografie

### Alben
- 2021: Suņi iziet ielās

### Singles
- 2020: Vienmēr kavēju
- 2020: Parādi kas tas ir
- 2021: Suņi iziet ielās
- 2021: Skaistās kājas
- 2022: Eat Your Salad
- 2022: Lieka Štuka
- 2023: Vecumdienas
- 2023: Baļļīte (feat. Labvēlīgais Tips)